# Cratere Apianus
Apianus è un cratere lunare di 63,44 km situato nella parte sud-orientale della faccia visibile della Luna.
Il cratere è dedicato all'astronomo tedesco Pietro Apiano.

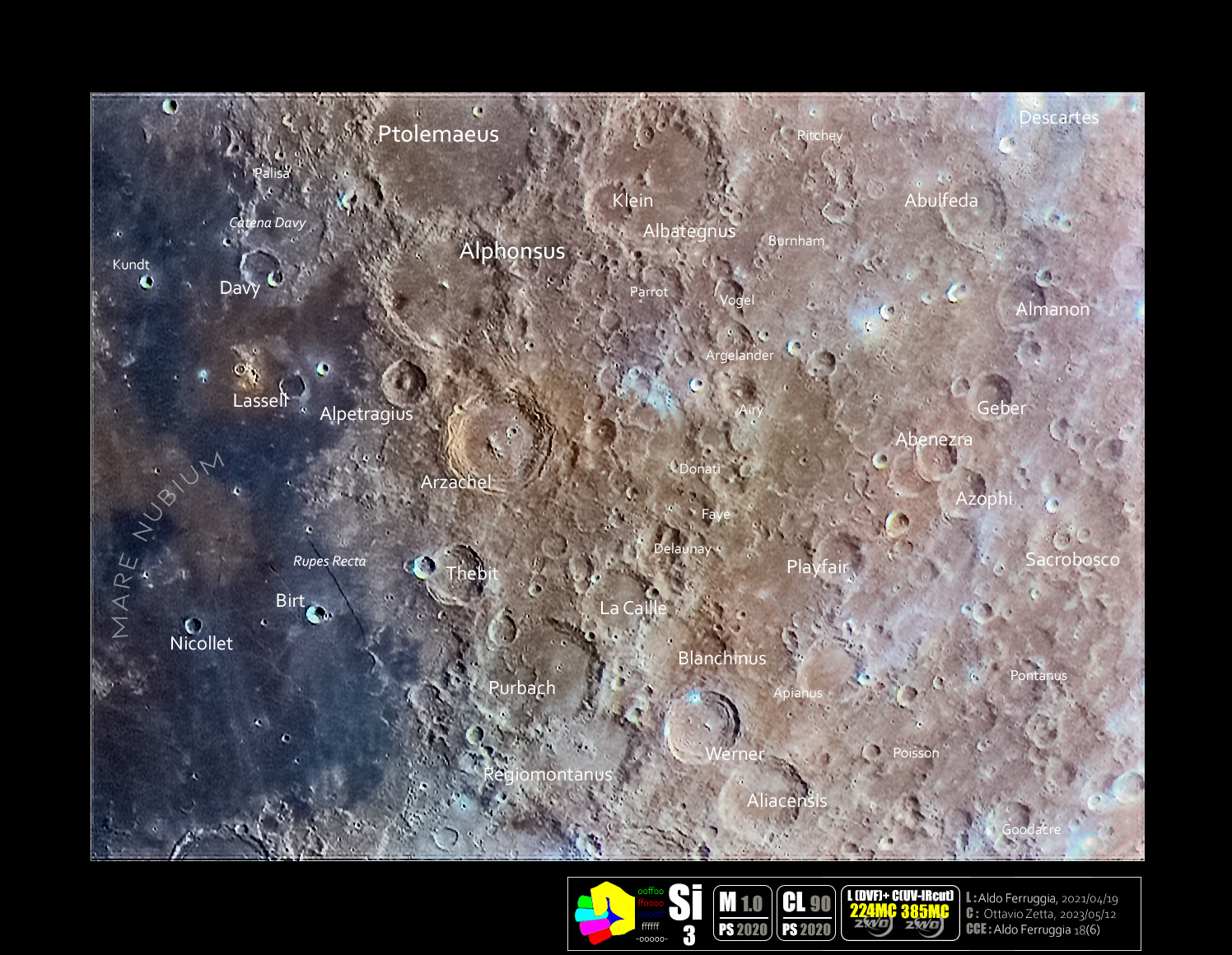
Il cratere(a destra in basso) con le strutture vicine in una Immagine Selenocromatica(Si)

## Crateri correlati
Alcuni crateri minori situati in prossimità di Apianus sono convenzionalmente identificati, sulle mappe lunari, attraverso una lettera associata al nome.
| Apianus | Coordinate            | Diametro (in km) |
| ------- | --------------------- | ---------------- |
| A       | 25°42′00″S 6°31′12″E  | 13,11            |
| B       | 27°24′00″S 8°59′24″E  | 10,21            |
| C       | 28°07′48″S 10°27′36″E | 19,64            |
| D       | 26°04′48″S 10°39′36″E | 33,66            |
| E       | 28°51′00″S 8°11′24″E  | 8,39             |
| F       | 28°08′24″S 6°19′48″E  | 5,39             |
| G       | 28°07′12″S 7°38′24″E  | 4,02             |
| H       | 28°09′00″S 8°38′24″E  | 6,57             |
| J       | 26°19′48″S 8°31′12″E  | 6,71             |
| K       | 27°28′48″S 9°18′36″E  | 6,44             |
| L       | 29°07′12″S 10°51′00″E | 4,67             |
| M       | 24°46′48″S 10°17′24″E | 6,98             |
| N       | 28°53′24″S 9°54′36″E  | 3,46             |
| P       | 25°17′24″S 9°07′48″E  | 41,59            |
| R       | 25°47′24″S 8°53′24″E  | 13,1             |
| S       | 25°48′36″S 8°28′12″E  | 23,96            |
| T       | 27°43′48″S 9°27′00″E  | 11,52            |
| U       | 27°54′36″S 8°58′48″E  | 16,82            |
| V       | 25°11′24″S 10°24′00″E | 3,2              |
| W       | 25°36′00″S 7°27′36″E  | 9,68             |
| X       | 28°20′24″S 7°01′12″E  | 3,1              |